# Anadolu Efes Spor Kulübü 2015-2016
Questa voce raccoglie le informazioni riguardanti l'Anadolu Efes Spor Kulübü nelle competizioni ufficiali della stagione 2015-2016.

## Stagione
La stagione 2015-2016 dell'Anadolu Efes Spor Kulübü è la 38ª nel massimo campionato turco di pallacanestro, la Basketbol Süper Ligi.

## Roster
Aggiornato al 22 gennaio 2022.
| Anadolu Efes 2015-16 | Anadolu Efes 2015-16 |
| Giocatori            | Staff tecnico        |
| -------------------- | -------------------- |

| N. | Naz.                                               | Ruolo | Nome             | Anno | Alt.   | Peso   |  |
| -- | -------------------------------------------------- | ----- | ---------------- | ---- | ------ | ------ |  |
| 1  | Stati Uniti (bandiera)                             | G     | Elijah Johnson   | 1990 | 193 cm | 88 kg  |  |
| 2  | Stati Uniti (bandiera) · Israele (bandiera)        | C     | Alex Tyus        | 1988 | 203 cm | 100 kg |  |
| 3  | Turchia (bandiera)                                 | G     | Oğulcan Baykan   | 1996 | 197 cm | 80 kg  |  |
| 4  | Turchia (bandiera)                                 | P     | Doğuş Balbay (C) | 1989 | 185 cm | 82 kg  |  |
| 5  | Stati Uniti (bandiera)                             | AG    | Derrick Brown    | 1987 | 203 cm | 104 kg |  |
| 6  | Macedonia del Nord (bandiera) · Turchia (bandiera) | A     | Cedi Osman       | 1995 | 204 cm | 91 kg  |  |
| 8  | Turchia (bandiera)                                 | G     | Birkan Batuk     | 1990 | 196 cm | 87 kg  |  |
| 9  | Croazia (bandiera)                                 | AG    | Dario Šarić      | 1994 | 208 cm | 101 kg |  |
| 10 | Turchia (bandiera)                                 | GA    | Furkan Korkmaz   | 1997 | 201 cm | 86 kg  |  |
| 12 | Serbia (bandiera)                                  | C     | Nenad Krstić     | 1983 | 212 cm | 110 kg |  |
| 13 | Turchia (bandiera)                                 | AP    | Okben Ulubay     | 1996 | 201 cm | 86 kg  |  |
| 15 | Uruguay (bandiera)                                 | P     | Jayson Granger   | 1989 | 188 cm | 87 kg  |  |
| 31 | Francia (bandiera)                                 | PG    | Thomas Heurtel   | 1989 | 189 cm | 87 kg  |  |
| 33 | Stati Uniti (bandiera)                             | G     | Jon Diebler      | 1990 | 198 cm | 93 kg  |  |
| 41 | Turchia (bandiera)                                 | C     | Emircan Koşut    | 1995 | 216 cm | 100 kg |  |
| 42 | Stati Uniti (bandiera)                             | C     | Bryant Dunston   | 1986 | 203 cm | 110 kg |  |
| 44 | Giordania (bandiera) · Turchia (bandiera)          | C     | Ahmet Düverioğlu | 1993 | 209 cm | 121 kg |  |

| Allenatore                                                                                   |
| - Dušan Ivković                                                                              |
| Assistente/i                                                                                 |
| - Vaggelīs Aggelou - Tomislav Mijatović Legenda - (C) Capitano - (IN) Inattivo - Infortunato |

## Mercato

### Sessione estiva
| Acquisti | Acquisti           | Acquisti         | Acquisti      | Acquisti |
| R.a      | Nome               | da               | Modalità      |          |
| -------- | ------------------ | ---------------- | ------------- | -------- |
| C        | Ahmet Düverioğlu   | Pertevniyal      | definitivo    |          |
| G        | Jon Diebler        | Karşıyaka        | definitivo    |          |
| AG       | Derrick Brown      | Lokomotiv Kuban' | definitivo    |          |
| C        | Alex Tyus          | Maccabi Tel Aviv | definitivo    |          |
| P        | Jayson Granger     | Málaga           | definitivo    |          |
| C        | Bryant Dunston     | Olympiakos       | definitivo    |          |
| AG       | Burak Can Yıldızlı | Pertevniyal      | fine prestito |          |

| Cessioni | Cessioni            | Cessioni         | Cessioni       | Cessioni |
| R.       | Nome                | a                | Modalità       |          |
| -------- | ------------------- | ---------------- | -------------- | -------- |
| P        | Dontaye Draper      | Lokomotiv Kuban' | rescissione    |          |
| AG       | Stéphane Lasme      | Galatasaray      | rescissione    |          |
| C        | Deniz Kılıçlı       | İstanbul B.B.    | fine contratto |          |
| G        | Matt Janning        | H. Gerusalemme   | fine contratto |          |
| AP       | Stratos Perperoglou | Barcellona       | rescissione    |          |
| AC       | Milko Bjelica       | Darüşşafaka      | rescissione    |          |
| AP       | Cenk Akyol          | Beşiktaş         | fine contratto |          |
| AG       | Burak Can Yıldızlı  | T. Büyükçekmece  | fine contratto |          |

### Dopo l'inizio della stagione
| Acquisti | Acquisti       | Acquisti    | Acquisti         | Acquisti   |
| R.       | Nome           | da          | Data             | Modalità   |
| -------- | -------------- | ----------- | ---------------- | ---------- |
| G        | Elijah Johnson | Pertevniyal | 24 febbraio 2016 | definitivo |

| Cessioni | Cessioni | Cessioni | Cessioni | Cessioni |
| R.       | Nome     | a        | Data     | Modalità |
| -------- | -------- | -------- | -------- | -------- |